# Korpisaari (ö i Finland, Mellersta Finland, Äänekoski, lat 62,69, long 26,05)
Korpisaari är en ö i Finland. Den ligger i sjön Keitele och i kommunen Äänekoski i den ekonomiska regionen  Äänekoski ekonomiska region  och landskapet Mellersta Finland, i den centrala delen av landet, 290 km norr om huvudstaden Helsingfors. Öns area är 7,8 hektar och dess största längd är 0,7 kilometer i sydöst-nordvästlig riktning.